# ASSO
Pour les articles homonymes, voir Asso (homonymie).
ASSO est un syndicat français membre de l'Union syndicale Solidaires regroupant les salariés du secteur associatif.

## Histoire
Le syndicat s'est créé en 2010. Les salariés du secteur associatif sont généralement peu syndiqués et la représentation syndicale dans ce domaine est habituellement faible,. 

## Organisation
Ce membre de Solidaires travaille notamment avec le syndicat des salariés de la Confédération paysanne (STCPOA)[pertinence contestée].